# Comuna de Rąbino
Rąbino (polaco: Gmina Rąbino) é uma gminy (comuna) na Polónia, na voivodia de Pomerânia Ocidental e no condado de Świdwiński. A sede do condado é a cidade de Rąbino.
De acordo com os censos de 2005, a comuna tem 3.936 habitantes, com uma densidade 21,9 hab/km².

## Área
Estende-se por uma área de 180,00 km².

## Demografia
Dados de 30 de Junho 2004:
|                      | Total   | Total | Mulheres | Mulheres | Homens  | Homens |
| -------------------- | ------- | ----- | -------- | -------- | ------- | ------ |
|                      | pessoas | %     | pessoas  | %        | pessoas | %      |
| População            | 3936    | 100   | 1893     | 48,1     | 2043    | 51,9   |
| Densidade (pop./km²) | 21,9    | 100   | 10,5     | 10,5     | 11,3    | 11,3   |

De acordo com dados de 2002, o rendimento médio per capita ascendia a 1589,27 zł.